# Crome
Crome – obszar niemunicypalny w hrabstwie Kern, w Kalifornii (Stany Zjednoczone), na wysokości 105 m.